# Crescent (Städtebau)

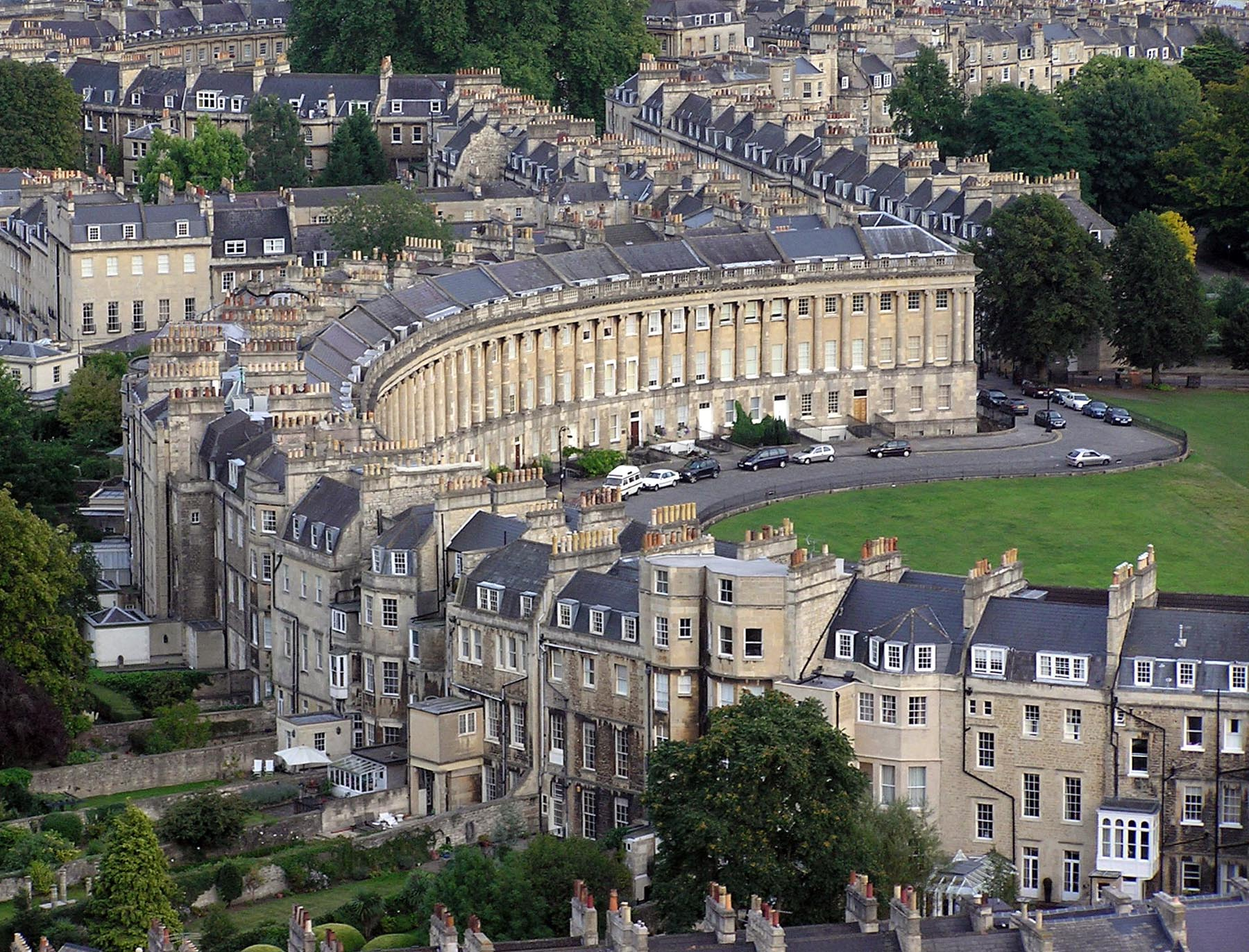
Royal Crescent in Bath

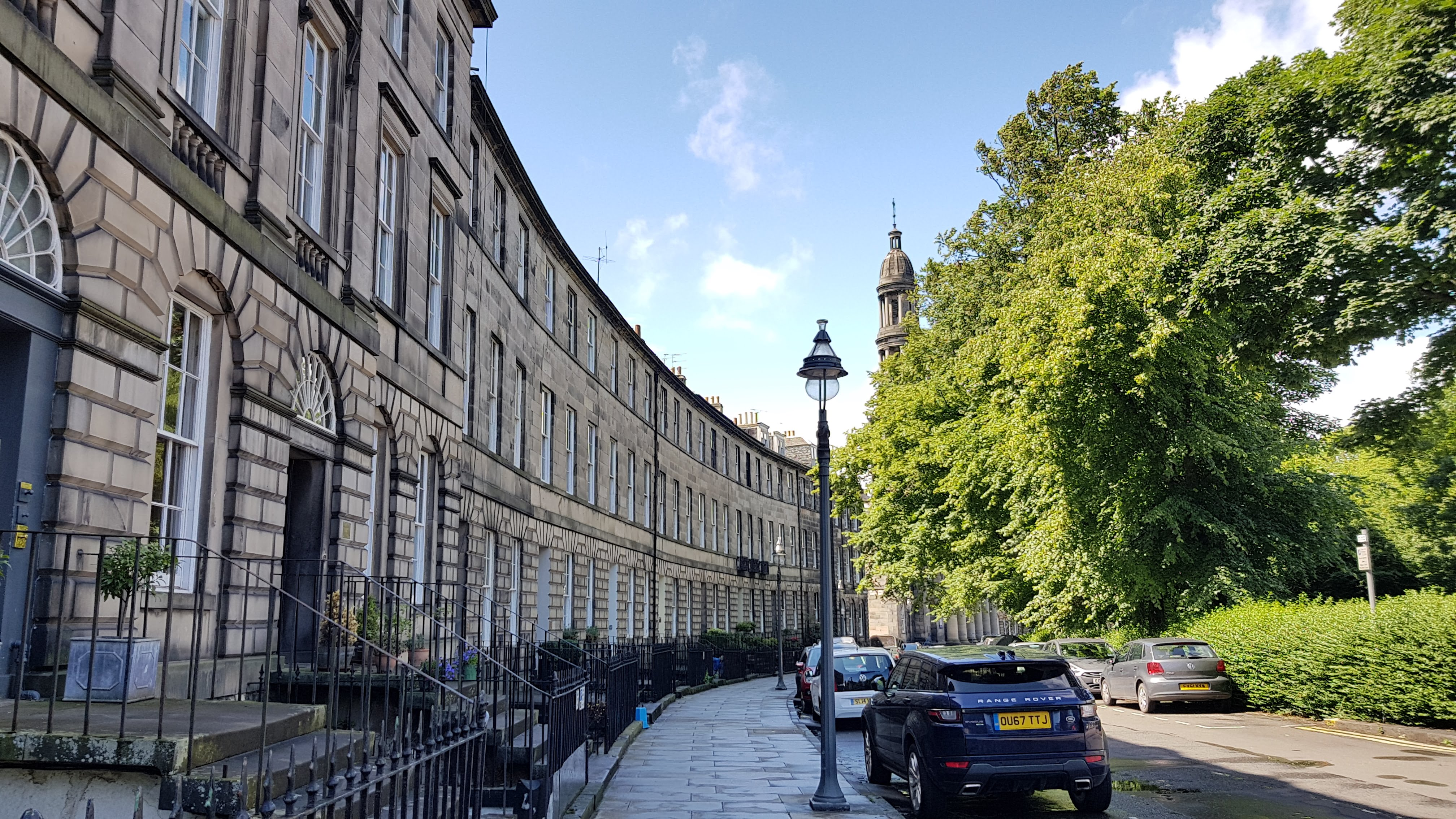
Bellevue Crescent in Edinburgh

Ein Crescent [ˈkrɛs(ə)nt] ist eine halbmondförmige, zurückschwingende Häuserreihe. In dieser Anordnung ergibt sich ein großzügiges städtebauliches Motiv, das weitausgreifend die Landschaft umfasst. Die Bezeichnung lässt sich aus dem Englischen ableiten und bedeutet Halbmond oder Mondsichel.
Vor allem im englischen Bath wurde diese Idee im 18. Jahrhundert konsequent umgesetzt.